# Кошак Петро Григорович
Кошак Петро Григорович (1864, Москалівка — † 1940 — в інших джерелах 1941), с. Пістинь) — український майстер косівської кераміки.

## Життєпис

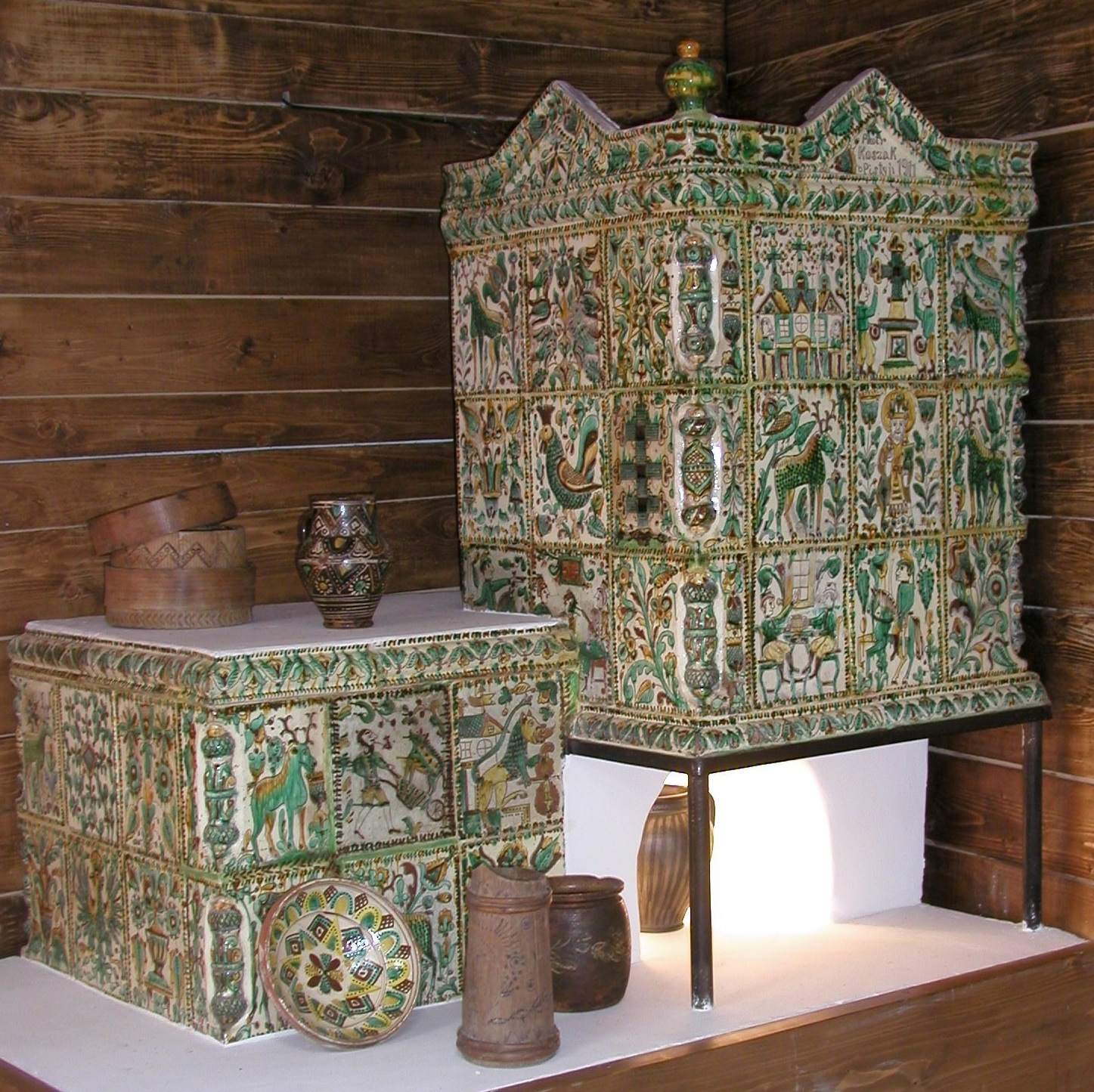
Кахлі Петра Кошака. Пістинь. 1911 р. Піч, викладена у 2000 р. О. Фекете для Музею писанкового розпису

1897 року закінчив Коломийську гончарну школу. Все своє життя працював в селі Пістині.
Спочатку робив простий посуд для ринку, згодом почав прикрашати його орнаментом. Для більшої незалежності і створення власної майстерні Кошак три з половиною роки вчиться в Коломийській гончарній школі.
Автор численних керамічних кахлів, плесканиць, ваз та скульптур, тарель, мисок, дзбанків, колачів, сільничок, цукорниць, свічників, поставників.
Учасник виставок —
- Крайової (Львів, 1894), срібна медаль;
- Господарсько-промислова (Косів, 1904) — похвальний лист;
- Виставка домашнього промислу (Коломия, 1912) — золота і срібна медалі.

Твори зберігаються у музеях Будапешта, Варшави, Відня, Коломиї, Косова, Києва, Одеси, Кракова, Львова, Санкт-Петербурга, у приватних колекціях.